# 카를 마르크스
카를 마르크스(독일어: Karl Marx, 독일어 발음: [kaʁl ˈmaʁks], 문화어: 칼 맑스, 1818년 5월 5일~1883년 3월 14일)는 독일의 공산주의 혁명가, 혁명적 사회주의자, 철학자, 경제학자, 역사학자, 사회학자, 정치이론가, 언론인이다.
트리어 출신이며 대학에서 법학과 철학을 전공했다. 1843년 예니 폰 베스트팔렌과 결혼했다. 정치성 다분한 저술활동으로 인해 마르크스는 무국적자 신세로 수십년 간 영국 런던에서 처자식과 함께 망명생활을 했다. 런던에서 마르크스는 프리드리히 엥겔스와 합작, 대영박물관 열람실에서 연구하며 주요 저작을 남겼다. 그의 대표작은 1848년 출간된 소책자 《공산당 선언》과 3권짜리 《자본론》이다. 마르크스의 정치사상과 철학사상은 그 이후의 사상사, 경제사, 정치사에 거대한 영향을 남겼으며, 마르크스주의라는 일대 학파를 이루어 그 이름은 보통명사, 형용사화되었다.
마르크스의 사회경제정치이론을 집합적으로 마르크스주의라 한다. 마르크스주의에서는 인간 사회가 계급투쟁을 통해 진보한다는 관점을 가지고 있다. 자본주의 사회에서 그 계급투쟁은 지배계급인 부르주아와 피지배계급인 프롤레타리아 사이의 투쟁으로써 나타난다. 부르주아와 프롤레타리아를 가르는 기준은 생산수단을 통제하는지 여부다. 생산수단은 부르주아에 의해 통제되며, 프롤레타리아는 부르주아에게 자신의 노동력을 판매하고 그 대가로 임금을 받는 임노동자로 부려먹힌다. 소위 사적유물론이라는 비판이론에 의해 마르크스는 과거의 사회경제체제들이 그러했듯 자본주의 체제 역시 내재된 결함에 의해 내부적 긴장이 발생할 것이며 그 긴장에 의해 자멸하고 사회주의 체제라는 새로운 체제로 대체될 것이라 예측했다. 자본주의 체제는 이런 불안정성과 위기취약성을 내재하고 있기 때문에 계급적대가 발생하고, 노동자들이 계급의식을 가지게 된다. 의식화된 노동자들은 정치권력을 쟁취하고, 마침내 계급이 아예 존재하지 않는, 자유로운 생산자들의 연합체로 구성된 공산주의 사회를 이룩할 것이라는 것이 마르크스주의의 골자다. 마르크스는 자신의 예측이 현실화되기를 앉아 기다리지 않고, 노동계급이 혁명적 행동으로써 자본주의를 거꾸러뜨리는 사회경제적 해방을 추구해야 한다고 선동하는 저술·출판작업에 평생 매진했다.
마르크스를 긍정하는 입장에서나 부정하는 입장에서나 모두 마르크스가 인류사상 가장 영향력이 큰 인물 중 하나임을 전제한다. 그의 경제학 저술은 오늘날의 노동 및 노동과 자본의 관계에 대한 이해 대부분의 기초를 놓았다. 셀 수 없이 많은 학자, 노동조합, 예술가, 정당이 마르크스의 영향을 받았고, 마르크스의 사상을 각자 재독해, 변형, 변용했다. 일반적으로 마르크스는 근대 사회학의 뼈대를 세운 인물 중 하나로 여겨진다.

## 생애

### 1818년–1836년: 가계 및 유년기

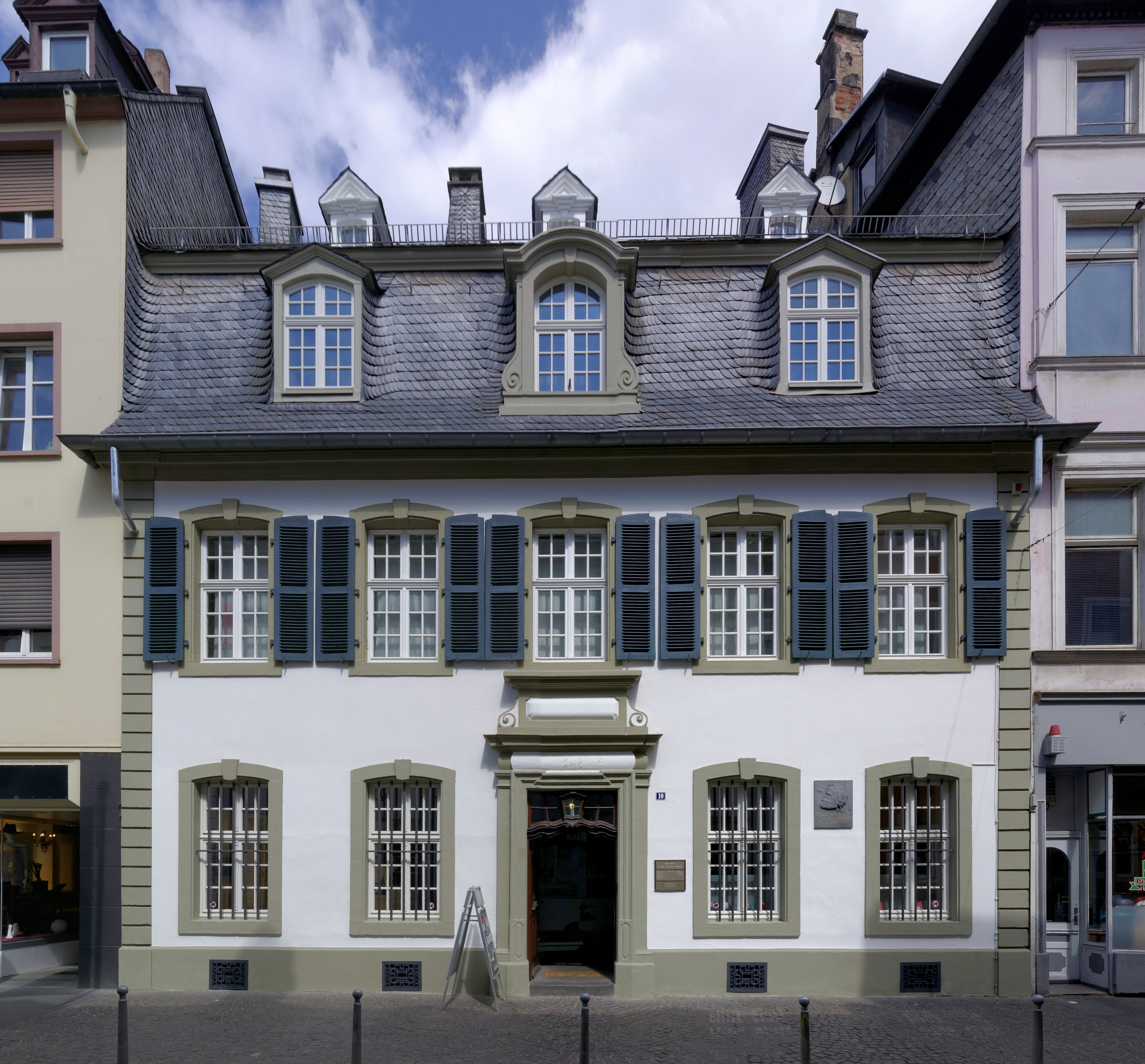
카를 마르크스 생가. 현재 소재지는 트리어시 브뤼켄가 10번지. 마르크스 가족은 이 집의 1층 2칸과 2층 3칸을 썼다. 독일 사회민주당이 1928년 구매하여 현재 마르크스 박물관으로 사용 중이다.

마르크스는 1818년 5월 5일 하인리히 마르크스(1777년-1838년)와 헨리에테 프레스부르크(1788년-1863년)의 아들로 태어났다. 태어난 곳은 프로이센 왕국의 니더라인도 트리어시 브뤼켄골목 664번지. 마르크스는 혈통적으로 유대계였다. 외조부는 네덜란드의 랍비였고, 친가는 1723년 이래 대대로 트리어 랍비 집안이었다. 그래서 마르크스 탄생 당시 친할아버지 마이어 할레비 마르크스(Meier Halevi Marx)가 트리어 랍비였다. 마르크스의 부친 하인리히는 어릴 때 이름이 헤르셸(Herschel)이었고, 집안 최초로 세속 교육을 받은 사람이었다. 그는 율사가 되었고, 마르크스 집안은 모젤 포도주 포도밭을 여러 개 소유하는 등 상류 중산계급의 삶을 누렸다. 마르크스가 태어나기 전에 라인란트 지역의 유대인 해방령이 폐지되었다. 이 때 헤르셸은 유대교에서 프로이센 합동복음교회로 개종하고, 이름도 이디시어 이름이었던 '헤르셸'을 버리고 독일식으로 '하인리히'로 개명했다.
하인리히 마르크스는 세속적인 계몽주의자였고, 칸트, 볼테르 같은 계몽철학자들의 사상에 관심을 가지게 되었다. 고전자유주의자가 된 그는 당시 절대군주제였던 프로이센 왕국에 헌법을 제정하고 개혁을 하자고 선동하고 다녔다. 1815년, 하인리히는 변호사로 개업했고 1819년 살림이 펴서 포르타니그라 근교의 10칸짜리 저택으로 이사갔다. 하인리히의 아내이자 마르크스의 모친인 헨리에테 프레스부르크는 네덜란드계 유대인으로, 이후 네덜란드 굴지의 전기공학회사 필립스를 창업하게 되는 부유한 사업가문 출신이었다. 헨리에테의 여동생 조피 프레스부르크(1797년-1854년)이 리온 필립스(1794년-1866년)와 결혼했는데, 이 둘의 손자가 기라르트 필립스와 안톤 필립스이며, 증손자가 프리츠 필립스가 된다. 리온 필립스는 담배공장 사장으로 매우 부유했으며, 이후 카를 마르크스 부부가 런던에 망명생활을 하면서 그에게 자주 생활비를 꾸었다.

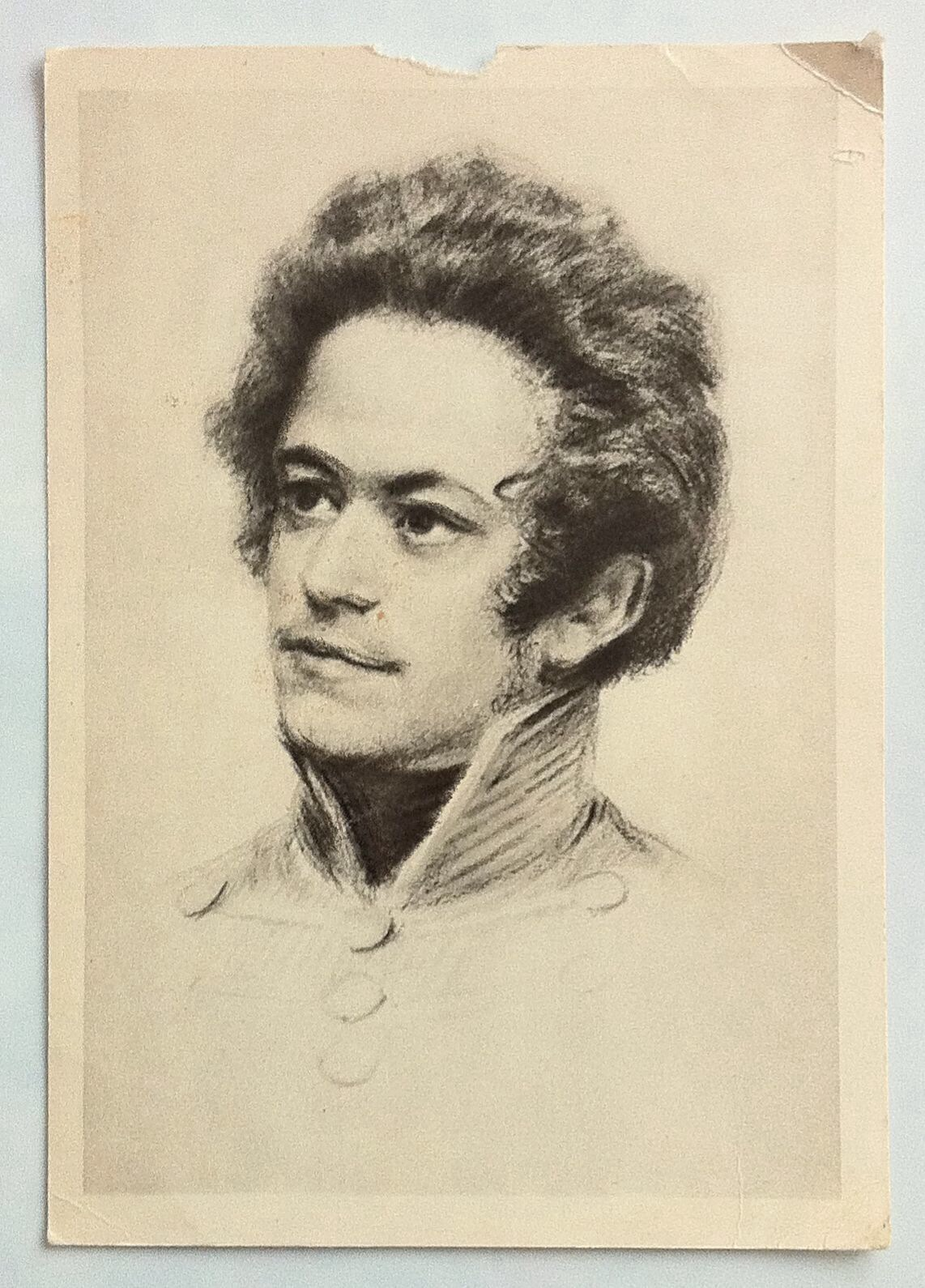
청년 마르크스.

마르크스의 어릴 적 삶에 관해서는 알려진 바가 거의 없다. 9남매 중 셋째였지만 형 모리츠가 1819년 요절하여 장남이 되었다. 마르크스 집안에서 성인으로 무사히 자라난 아이는 카를, 조피, 헤르만, 헨리에테, 루이제, 에밀리, 카롤리네 이렇게 2남 5녀였다. 7남매는 1824년 8월 루터교 교회에서 세례를 받았고, 모친 헨리에테는 1825년 11월에 세례를 받았다. 마르크스는 집에서 아버지에게 공부를 배우다가 1830년 트리어 고등학교에 들어갔다. 고등학교 교장 요한 후고 비텐바흐는 하인리히 마르크스의 친구였는데, 자유주의·인문주의 성향의 교사를 다수 고용하여 보수적인 지방정부의 눈밖에 났다. 결국 1832년 경찰이 학교에 들이닥쳐 이 학교에서 가르치는 것이 자유주의 사상을 학생들에게 설파하는 것임이 드러났다. 당국은 이런 이념교육이 선동적 치안방해행위라고 여기고 교직원 여러 명을 자르거나 교체했다. 이 모든 것이 카를 마르크스의 눈앞에서 벌어졌다.
1835년 10월, 당시 17세의 마르크스는 본 대학교로 갔다. 철학과 문학을 공부하고 싶었으나 부친은 실용적인 법학을 공부하기를 강권했다. 18세 때는 '심장이 약하다'는 이유로 병역을 면제받았다. 대학교에서 마르크스는 시인동호회에 가입했다. 이 동아리는 경찰에 요시찰인으로 찍혀 있는 정치적 극단주의자들이 우글거리는 곳이었다. 또한 마르크스는 트리어 주막음주향우회(Landsmannschaft der Treveraner)라는 동아리에도 가입해 공동총재까지 지냈다. 그리고 논쟁이나 토론에도 참여했는데, 이런 논쟁은 때때로 심각하게 이어지기도 했다. 1838년 8월 보루시아군단(Borrusian Korps)이라는 동아리와 결투가 벌어졌는데, 마르크스도 여기 참여했다. 마르크스의 성적은 첫 학기에는 상위권이었지만 시간이 지날수록 쭉쭉 떨어졌다. 부친은 마르크스를 잡아다 좀 더 학구적인 분위기의 베를린 대학교에 집어넣었다.

### 1836년–1843년: 헤겔주의 및 《라인신문》

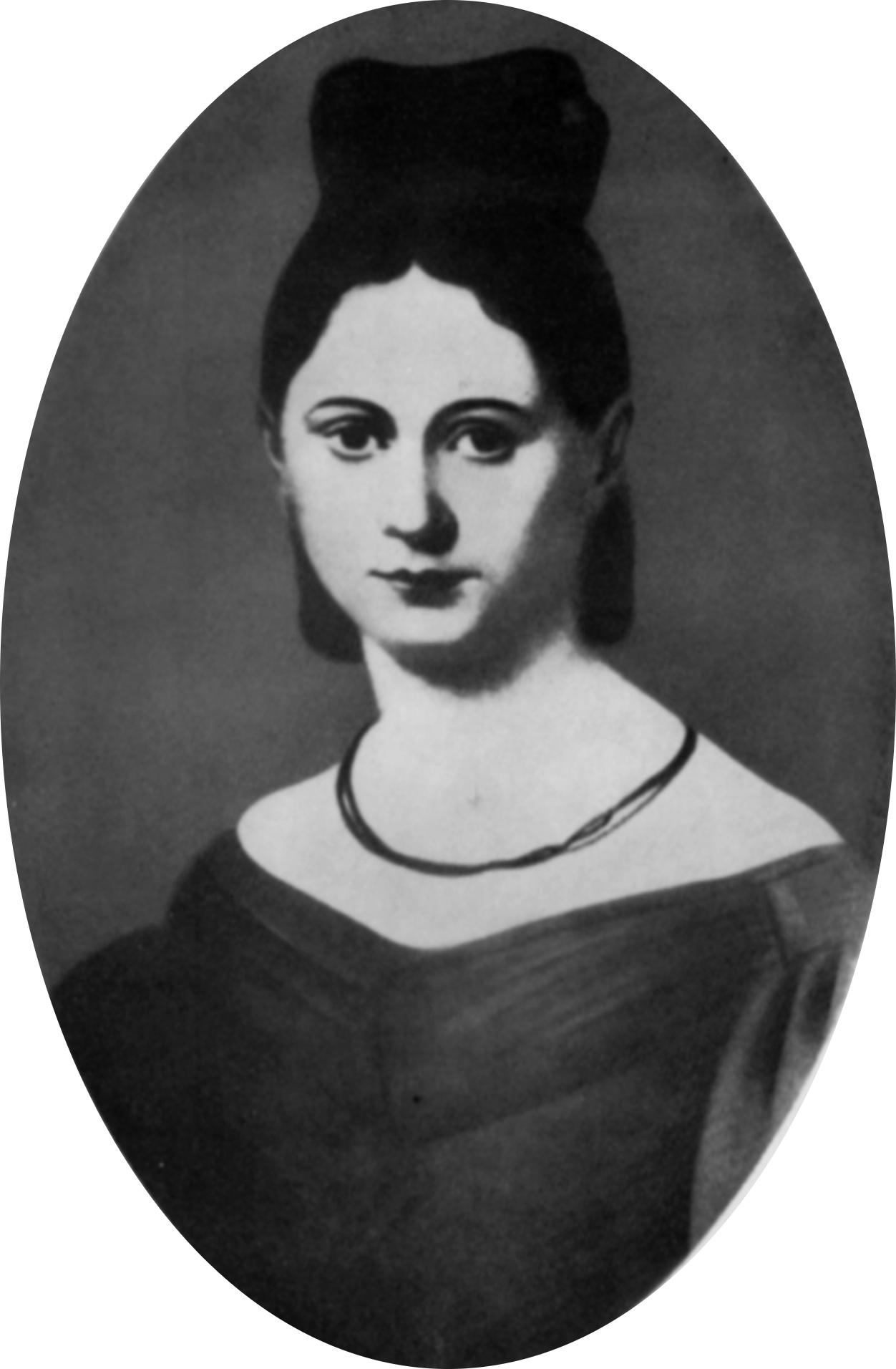
예니 폰 베스트팔렌(1830년대)

1836년 트리어에서 여름과 가을을 보낸 뒤, 마르크스는 학업과 인생설계에 관해 진지하게 걱정을 하기 시작했다. 한편 같은 시기 예니 폰 베스트팔렌과 약혼했다. 예니 폰 베스트팔렌은 교육받은 남작영애로, 프로이센 하급귀족이었으며 마르크스와 어릴 때부터 알던 사이였다. 폰 베스트팔렌은 먼저 어떤 젊은 귀족과 약혼을 하고 있었는데, 마르크스와 약혼하기 위해 선약을 파혼했다. 마르크스와 폰 베스트팔렌의 교제는 두 사람의 종교적, 사회적 출신성분의 차이 때문에 구설수에 올랐다. 하지만 마르크스는 오히려 예니의 아버지 루트비히 폰 베스트팔렌 남작을 구워삶아 예비장인과 친구가 되었다. 폰 베스트팔렌 남작은 자유주의적 사고를 가진 귀족이었으며, 마르크스는 이후 박사논문을 예비장인에게 헌정했다. 약혼하고 7년 뒤인 1843년 6월 19일, 마르크스와 예니는 크로이츠나흐의 개신교 교회에서 결혼식을 올렸다.
1836년 10월, 마르크스는 베를린에 도착해 베를린 법대 시설 이용권을 얻고 미텔가(Mittelstrasse)에 하숙집을 구한다. 베를린 대학교 첫 학기 때 마르크스는 진보헤겔주의를 대표하는 에두아르트 간스(역사의 자유주의적 측면과 사회적 문제의 중요성을 강조하며 역사는 합리적으로 발전한다고 주장), 역사법학파를 대표하는 카를 폰 자피크니 등 학자들의 강의를 수강했다. 그러나 법학을 공부하고는 있었지만 그의 관심은 언제나 철학에 있었고, '철학 없이 무엇도 성취될 수 없다'는 생각에 어떻게든 법학과 철학을 같이 공부할 방법을 궁리하기 시작한다. 마르크스는 당시 막 타계했었던 철학자 게오르크 헤겔의 사상에 지대한 관심을 가졌다. 유럽 대부분의 철학 학파들이 헤겔의 개념들을 활발히 논의하던 시대였다. 슈트랄라우에서 요양을 한 뒤 마르크스는 헤겔사상 토론 동아리인 박사동호회(Doktorklub)에 가입했다. 그리고 이 동아리를 통해 소위 청년 헤겔학파라 불리는 극단주의 사상가들과 접선하게 되는 게 1837년이었다. 청년 헤겔학파는 루트비히 포이어바흐와 브루노 바우어를 중심으로 모여든 집단이었는데, 마르크스는 그들 중 아돌프 루텐베르크와 친하게 지냈다. 마르크스와 청년 헤겔학파는 헤겔의 형이상학적 가정들에 비판적이라는 점에서 공통점을 가졌다. 청년 헤겔학파는 변증법을 이용해 기성 사회, 정치, 종교를 좌익적 관점에서 비판하고자 했다. 1838년 5월, 마르크스의 부친이 죽으면서 가족의 수입원이 줄어들었다. 마르크스 부자는 매우 친밀한 사이였으며, 부친이 죽은 뒤에도 마르크스는 부친과의 추억을 귀중히 여겼다.
1837년, 마르크스는 문학과 비문학을 모두 써 본다. 마르크스가 쓴 문학 작품으로는 단편소설 〈전갈과 펠릭스〉, 희곡 《오울라넴》, 그리고 약혼자 예니에게 바치는 연애시들 따위가 있었다. 이 문학작품들은 마르크스 생전에 출간된 적이 없는 것으로 보인다. 마르크스는 곧 문학창작을 집어치우고 영어공부, 이탈리아공부, 미술사공부, 라틴어 고전번역에 몰두했다. 1840년에는 브루노 바우어와 함께 헤겔의 《종교철학강의》를 편집하기 시작했다. 또 박사학위논문도 쓰기 시작하여 〈역사법학파 철학선언〉을 1841년에 완성했다. 이 학위논문에서 마르크스는 신학이 철학에게 지혜의 상석을 양보해야 한다고 대담하게 논했다. 이 논문은 논쟁적이었는데, 특히 베를린 대학교의 보수적 교수들 사이에서 그러했다. 마르크스는 논문 제출을 취소하고, 좀더 진보적인 분위기의 예나 대학교로 가서 거기에 논문을 다시 제출했다. 그래서 마르크스는 1841년 4월 예나 대학교 철학박사 학위를 받았다. 마르크스와 바우어는 모두 무신론자였기에, 1841년 3월 《무신론기록원》(Archiv des Atheismus)이라는 제목의 학술지를 만들자는 계획을 세웠으나 별 성과는 없었다. 같은 해 7월, 마르크스와 바우어는 베를린에서 본으로 여행을 떠났다. 둘은 만취하여 교회에서 떠들며 웃고 당나귀를 타고 거리를 질주하는 등 기행을 벌여 구설수에 올랐다.
마르크스는 학자의 길을 계속 걷고 싶었다. 하지만 프로이센 정부가 자유주의와 청년 헤겔주의를 계속 탄압했기에 마르크스의 진로는 좌절되었다. 1842년 마르크스는 쾰른으로 이사가서 언론인이 되었다. 급진 성향의 『라인신문』에 논설을 기고했는데, 젊은 시절 마르크스의 사회주의에 관한 시각과 경제에 대한 관심 등을 이 글들을 통해 알 수 있다. 마르크스는 유럽 각국의 우익 정부들을 비난하는 것은 물론이고, 자유주의자들이나 사회주의자들 역시 무능하거나 역효과만 불러온다고 비판했다. 이런 내용을 계속 싣던 『라인신문』은 프로이센 당국의 검열에 걸려들었다. 원고들 중 불온한 내용이 있는지 당국이 샅샅이 검사한 이후에야 인쇄를 할 수 있었다. 마르크스는 탄식했다. '경찰이 우리 신문에 코를 박고 킁킁대서, 무엇이든 반기독교, 반프로이센적인 냄새를 맡게 되면 신문을 아예 낼 수가 없다네.' 1843년 『라인신문』에서 러시아 군주제를 혹독하게 비판하는 기사가 올라갔다. 러시아 황제 니콜라이 1세는 프로이센에 『라인신문』 폐간을 요구했고, 프로이센 정부가 이를 수용함으로써 『라인신문』은 폐간되었다.

### 1843년–1845년: 파리 망명기
1843년, 마르크스는 프랑스 파리에서 새로 창간된 급진좌파 언론 《독불연지》의 공편자로 취직했다. 독불연지는 독일 사회주의자 아르놀트 루게가 독일과 프랑스의 급진주의자들을 합작시키자는 목표의식으로 창간한 언론이었다. 그래서 마르크스 부부는 1843년 10월 파리로 이사가게 되었다. 처음에는 바노가 23번지에서 루게 부부와 동거하다가, 1844년 1월 첫딸 예니가 태어나면서 루게의 집을 나왔다. 《독불연지》는 본래 의도와는 달리 독일 쪽 기고가들로만 가득차게 되었고, 결국 비독일계 기고가는 러시아에서 망명온 무정부주의자 미하일 바쿠닌이 유일하게 되었다. 마르크스는 이 지면에 〈헤겔 법철학 비판을 위한 서설〉, 〈유대인 문제에 대하여〉를 기고했다. 이 중 후자에서 프롤레타리아가 혁명의 동력이라는 신념을 소개하며 공산주의에 관한 수용을 본격화했다. 독불연지는 창간호밖에 나오지 못하고 폐간되었지만 그 창간호가 상당히 잘 팔렸는데, 하인리히 하이네가 바이에른 국왕 루트비히 1세를 풍자하는 시를 기고한 덕분이었다. 그 결과 독일계 영방국가들은 독불연지 발행을 금지시키고 수입된 부수들을 회수했다. 하지만 이렇게 성공했음에도 루게는 다음 호를 발행하기를 거부했고, 루게와 마르크스는 절교하게 되었다. 《독불연지》가 이렇게 망하고, 마르크스는 독일어 좌익언론으로 유일하게 검열을 받지 않던 《전진!》지에 기고를 하기 시작했다. 《전진!》은 파리에 기반을 두고 있었으며 공상적 사회주의 비밀결사 의인동맹의 기관지였다. 마르크스는 의인동맹 모임에 여러 번 참여하기는 했지만 가입하지는 않았다. 《전진!》에서 마르크스는 헤겔과 포이어바흐 사상에 기반한 변증법적 유물론 사회주의관을 갈고 닦으면서, 동시에 유럽 전역의 자유주의자나 다른 사회주의자들을 비판했다.

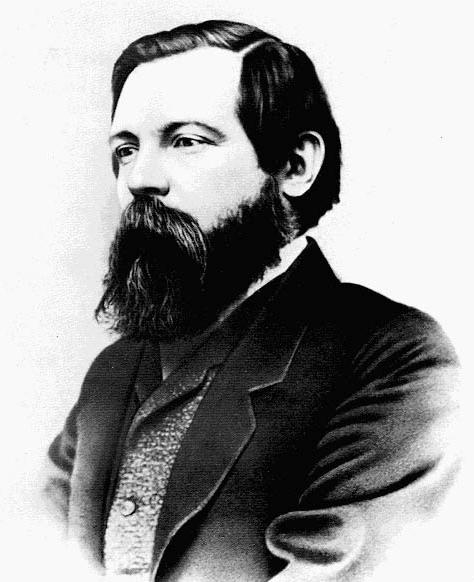
프리드리히 엥겔스는 1844년 마르크스와 처음 만났다.

1844년 8월 28일, 마르크스는 카페 드 라 레장스에서 후일 평생의 물주가 되는 프리드리히 엥겔스를 처음 만났다. 엥겔스는 마르크스에게 자기가 최근 출간한 《잉글랜드 노동계급의 상황》을 보여주었고, 노동계급이 역사의 최종혁명의 주체이자 수단이 될 것이라고 논했다. 곧 마르크스와 엥겔스는 서로 마음이 맞아 마르크스의 옛 친구인 브루노 바우어를 공격하는 데 합작했다. 그 결과물은 1845년 《성가족》으로 출간되었다. 마르크스는 막스 슈티르너나 루트비히 포이어바흐 같은 청년 헤겔학파에게 큰 영향을 받았지만, 결국 엥겔스와 함께 포이어바흐 유물론마저 등지게 되었다.
바노가 38번지에 살던 시절(1843년 10월-1845년 1월), 마르크스는 정치경제학(스미스, 리카도, 제임스 밀 등), 프랑스 사회주의(생시몽 백작, 푸리에 등), 프랑스 역사를 파고들었다. 그 중 정치경제학 연구는 마르크스가 이후 여생을 바쳐 추구한 목표가 되었고, 그 결실이 생애 말년에 3권짜리 대표작 《자본론》으로 맺어지게 된다. 마르크스주의는 크게 세 가지 요소에 영향을 받았다고 정리할 수 있다. 독일의 헤겔변증법, 프랑스의 공상적 사회주의, 그리고 영국의 고전경제학이 그것이다. 헤겔변증법은 마르크스가 청년 시절부터 공부했던 것이고, 나머지 둘을 마르크스가 파리 체류기에 연구하기 시작했음은 마르크스주의의 3대요소가 늦어도 1844년 가을에 일단 모두 마련되었음을 의미한다. 하지만 마르크스는 다른 일들, 예컨대 급진 언론사의 기고자나 편집진으로 참여하거나 시민들의 잠재적 혁명행동을 선동하는 조직지도작업 따위로 자주 새었기 때문에 이 연구는 매우 느려진다. 그럼에도 마르크스는 언제나 경제학 연구로 돌아가야 할 필요성을 느꼈다. '자본주의의 내부적 작동을 이해하기 위해서'였다.
'마르크스주의'의 기본 골조는 카를 마르크스라는 개인의 머릿속에 1844년 말에 이미 준비되었다. 이제 마르크스주의 세계관으로 세계 정치경제학의 다양한 양상을 상세하게 해석하는 것, 마르크스 자기가 염두에 두고 있는 새로운 경제학 이론을 명료히 정리하는 작업이 필요했다. 그래서 마르크스는 1844년 《경제학 철학 초고》를 저술한다. 이 초고는 다양한 주제들을 오가며 소외노동의 개념을 구체화한다. 계속된 정치경제학 연구 끝에 마르크스는 1845년 봄, 자신의 새로운 정치경제이론, 과학적 사회주의가 보다 철저한 유물론적 세계관 위에 건설되어야 한다는 믿음을 가지게 되었다.
《경제학 철학 초고》는 1844년 4월에서 8월 사이에 저술되었다. 하지만 초고를 퇴고하던 마르크스는 이 내용이 포이어바흐 사상의 영향을 받았음을 깨달았다. 마르크스는 역사적 유물론 완성을 위해 포이어바흐 유물론과의 단절을 추구했기에 이듬해(1845년 4월) 파리에서 브뤼셀로 옮기면서 11개 명제로 구성된 〈포이어바흐에 관한 테제〉를 작성한다. 〈테제〉 중 가장 유명한 것은 마지막 명제인 제11명제다. 그 내용인즉 '철학자들은 세계를 다양한 방식으로 해석해 오기만 했으나, 진정 중요한 것은 세계를 변혁하는 것이다.' 〈테제〉에서 마르크스는 유물론과 관념론 전반, 즉 자기 이외의 모두를 비판한다. 그에 따르면 유물론 철학은 관조적이며, 관념론 철학은 실천을 이론으로 축소시킨다. 그러므로 물리적인 현실세계보다 추상적 실재를 우선시한다는 점에서 똑같이 비판받아야 한다. 그리고 마르크스의 역사적 유물론의 첫 번째 편린이 이 〈테제〉에서 소개된다. 바로 세계는 idea(생각, 관념, 사상)로 바뀌는 것이 아니라, 실제의, 물리적인, 물질적인 활동과 실천으로만 변화된다는 것이다. 1845년, 프로이센의 요청으로 프랑스 정부가 《전진!》을 폐간시켰다. 프랑스 내무장관 프랑수아 기조는 실업자가 된 마르크스를 프랑스에서 추방했다. 프랑스에서 쫓겨난 마르크스는 정치경제학 연구를 계속하자는 희망을 품고 브뤼셀로 갔다.

### 1845년–1848년: 브뤼셀 망명기

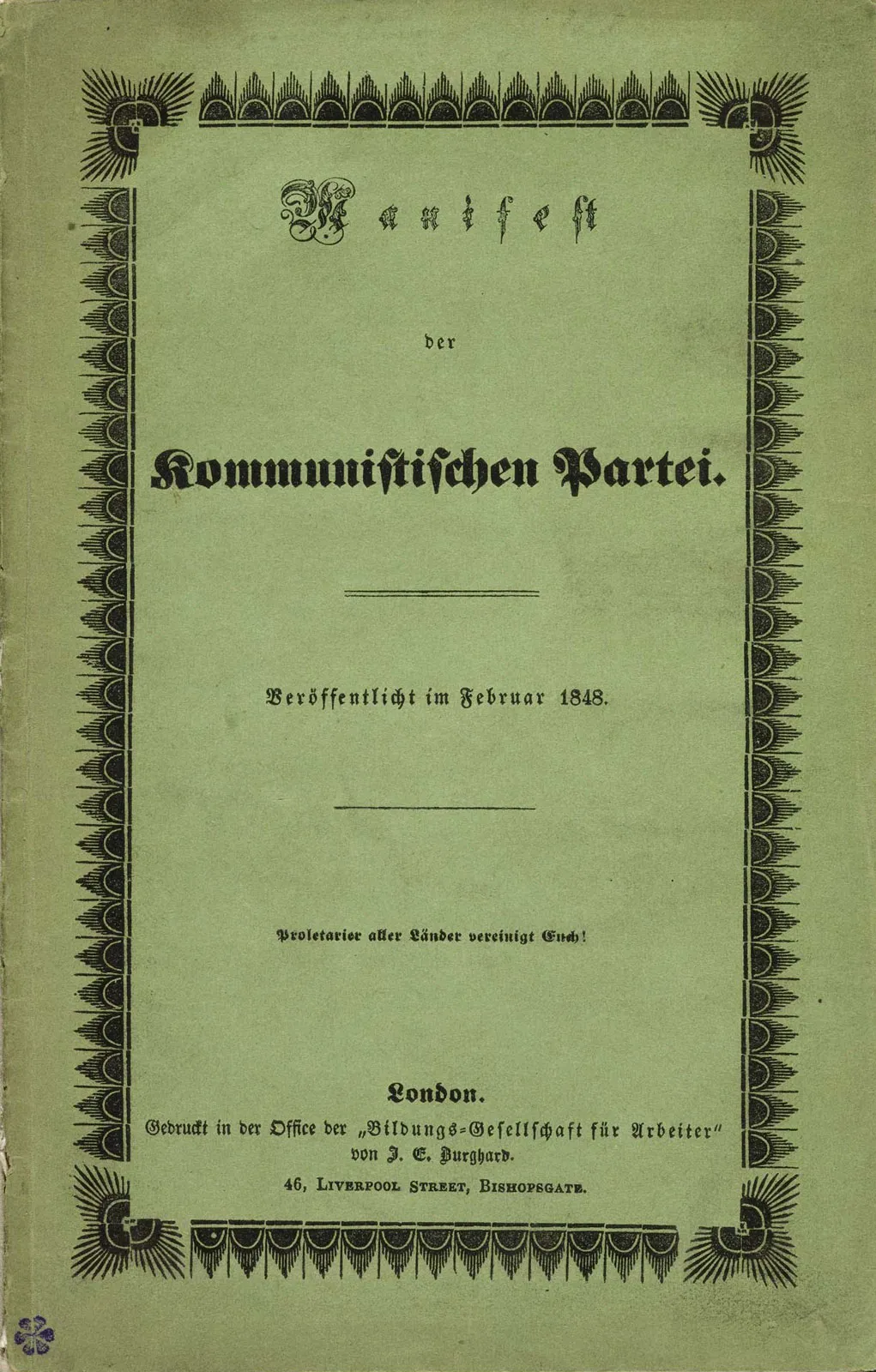
〈공산당 선언〉 독일어 초판본 (1848년 2월 21일)

프랑스에도 독일에도 머무를 수 없는 신세가 된 마르크스가 벨기에 브뤼셀로 가기로 결정한 것이 1845년 2월이었다. 마르크스는 벨기에에서는 현재의 정치시사에 관한 글은 쓰지 않겠다는 서약을 해야 했다. 브뤼셀에는 유럽 각지에서 망명온 다른 사회주의자들(모제스 헤스, 카를 하인첸, 요제프 바이데마이어 등)이 많았는데, 마르크스는 그들과 어울렸다. 같은 해 4월, 엥겔스가 독일 바르멘에서 브뤼셀로 마르크스를 따라왔고, 의인동맹 간부단도 브뤼셀을 새 본부로 삼으려 했다. 얼마 뒤 엥겔스와 사실혼 관계가 되는 메리 번스가 잉글랜드 맨체스터를 떠나 브뤼셀로 와 엥겔스에게 합류했다.
1845년 7월 중순, 마르크스와 엥겔스는 잉글랜드로 가서 차티스트 운동 지도자들을 방문했다. 이것은 마르크스의 첫 영국행이었으며, 1842년 11월부터 1844년 8월까지 이미 2년간 맨체스터에 머물렀던 엥겔스가 여행 가이드 노릇을 해주었다. 엥겔스는 그 사이 영어를 배워 유창하게 말했을 뿐 아니라, 차티스트 운동가들과도 안면을 트고 가깝게 사귀고 있었다. 그랬기에 엥겔스는 잉글랜드의 차티스트, 사회주의 언론들을 물어다 주는 기자 노릇까지 해주게 되었다. 마르크스는 이 잉글랜드 여행을 런던과 맨체스터의 다양한 도서관들에서 경제학 자료를 검토할 수 있는 기회로 이용했다.
이즈음 마르크스는 엥겔스와 합작하여 《독일 이데올로기》를 쓰는데, 이것은 역사적 유물론 개념에 관한 그의 최고의 저작으로 여겨진다. 여기서 마르크스는 포이어바흐, 바우어, 슈티르너 등 청년 헤겔학파, 그리고 그룬 같은 관념론에 기반하고 있다고 생각한 다른 사회주의자들과의 완전한 단절을 선언한다. 《독일 이데올로기》에서 마르크스와 엥겔스는 오로지 유물적인 것이 역사를 유일한 추동하는 힘이라는 자신들의 철학을 마침내 완성했다. 《독일 이데올로기》는 해학적이고 풍자적인 형태로 쓰여졌지만, 그럼에도 검열을 피할 수 없었다. 마르크스의 다른 초기 저작들과 마찬가지로 《독일 이데올로기》는 마르크스 생전에는 출간되지 못했고, 1932년에야 초판이 출간되었다.
《독일 이데올로기》를 완성한 마르크스는 '진실로 과학적인 유물론 철학'의 견지에서 작동하는 '혁명적 무산자 운동'의 '이론과 전술'에 관한 자기 위치를 분명히 하는 작업을 시작했다. 이것은 공상적 사회주의자들과 마르크스 자신의 과학적 사회주의 철학 사이에 구분을 짓고자 하는 의도였다. 공상적 사회주의자들은 사람들 하나하나를 사회주의 운동에 동참하도록 설득해야 한다고 생각했다. 하지만 마르크스는 사람이란 자신의 경제적 이득에 따라 움직이는 경향이 있다는 것을 알았고, 노동자 개개인이 아니라 노동계급 전체가 동원되어 혁명을 일으키고 사회를 변혁하는 것이 노동계급에게 최대의 물질적 이득을 보장한다고 계급 단위의 선동을 하는 길을 선택했다. 이것이 마르크스가 다음 책의 주제로 계획한 것이었다. 그 책의 제목은 정부의 검열을 피하기 위해 《철학의 빈곤》(1847년작)이라고 붙였다. 또한 이 제목은 프랑스의 무정부주의 이론가 피에르조제프 프루동의 《빈곤의 철학》(1840년)의 '소시민적 철학'을 저격하는 것이기도 했다.

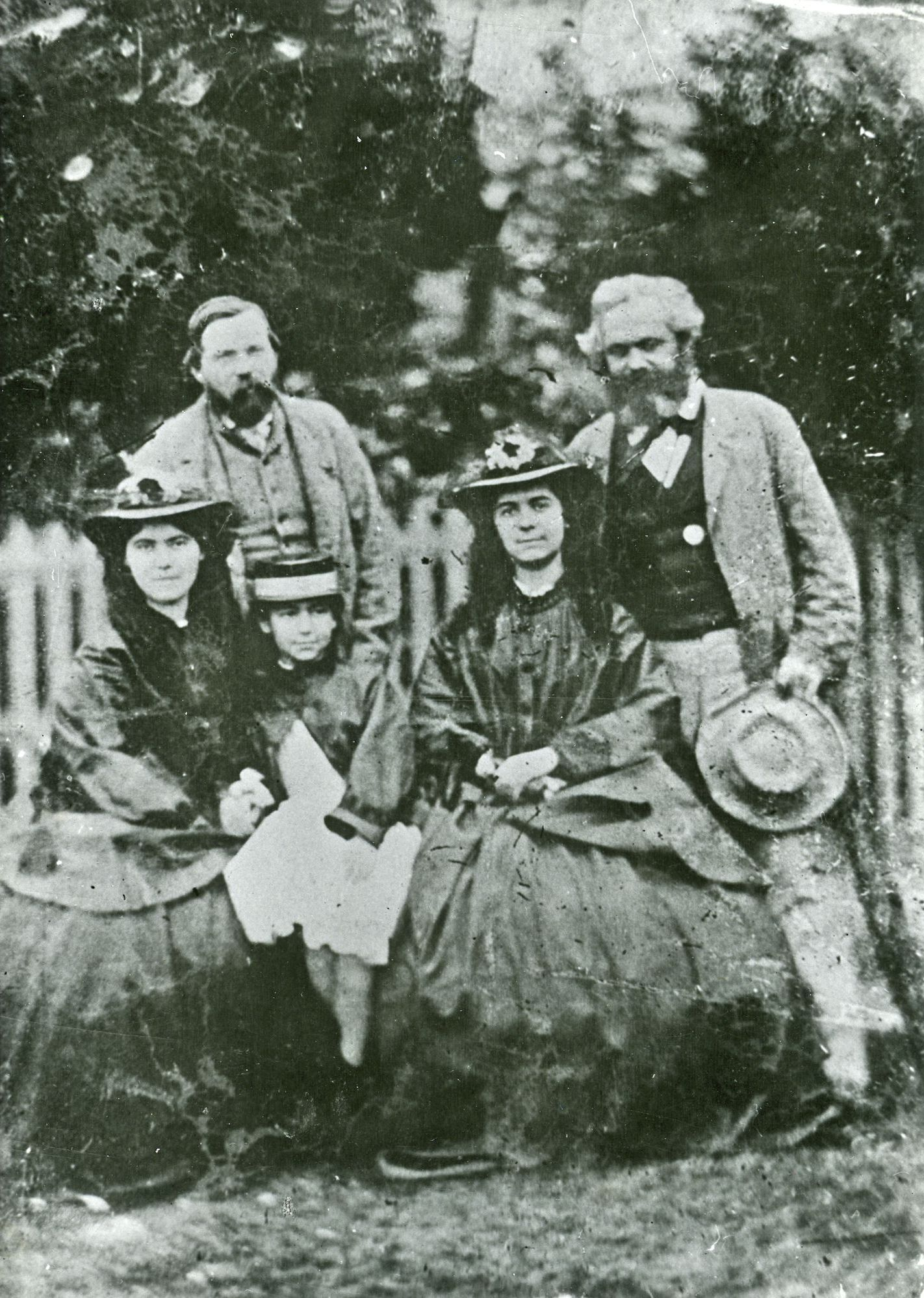
마르크스, 엥겔스, 그리고 마르크스의 딸들

《독일 이데올로기》와 《철학의 빈곤》은 마르크스와 엥겔스의 가장 유명한 작품으로, 〈공산당 선언〉의 토대를 놓은 준비운동이었다고 할 수 있다. 마르크스는 브뤼셀에서도 의인동맹과의 관계를 계속했다. 마르크스는 의인동맹이 노동계급혁명을 불러올 수 있는 대규모 운동에 박차를 가할 수 있는 그런 종류의 단체가 되어야 한다고 생각했다. 그것은 즉 의인동맹이 지금까지 유지해 오던 비밀결사적 지하활동이 중단되고, 공개적인 "정당"으로 변모해야 한다는 뜻이었다. 의인동맹 맹원들은 마르크스의 주장에 결국 설득되었고, 1847년 6월 의인동맹은 지상 공개단체로 전환, 새 명칭을 "공산주의자동맹"이라고 했다. 마르크스와 엥겔스는 공산주의자동맹의 강령과 조직원리 작성에 참여했다.
그래서 마르크스와 엥겔스는 공산주의자동맹의 강령으로서 〈공산당 선언〉을 1847년 12월부터 1848년 1월에 걸쳐 공저했다. 〈공산당 선언〉은 1848년 2월 21일 처음 공개되었다. 〈공산당 선언〉은 공산주의자동맹이 더 이상 비밀결사가 아니고, 의인동맹 시절 그랬던 것처럼 신념을 숨기지 않으며 공개적인 대중행동을 목표로 삼을 것을 천명했다. 〈공산당 선언〉의 첫 줄은 마르크스주의의 기본원리를 다음과 같이 제시했다. '지금까지 존재했던 모든 사회의 역사는 계급투쟁의 역사이다.' 그리고 부르주아(부유한 자본가 계급)와 프롤레타리아(산업 노동자 계급)의 이해가 서로 충돌하기에 상호 계급간의 적대가 발생함을 분석한다. 또한 〈공산당 선언〉은 공산주의자동맹이 당대의 다른 사회주의 단체, 자유주의 정당들과 달리 진짜 노동자의 이해를 위해 행동하는 단체이며 그 이유는 자본주의 사회를 전복하고 그것을 사회주의 사회로 대체하는 것을 목표로 하기 때문임을 논했다.
그해 말, 유럽 전역은 1848년 혁명으로 시위, 반란, 폭력적 대격동에 휩싸였다. 프랑스에서는 2월 혁명으로 입헌군주국이 무너지고 프랑스 제2공화국이 세워졌다. 마르크스는 이런 혁명활동들에 호의적이었다. 또한 이 시기 아버지의 유산(아버지는 1838년 죽었지만 그때까지 삼촌 라이오넬이 맡아 관리하고 있었다) 6,000 내지 5,000 프랑을 받았는데, 마르크스가 그 중 3분의 1을 벨기에에서 혁명을 시도하는 노동자들에게 무기를 조달하는 데 썼다는 이야기가 있다. 이 이야기의 진위는 의심되고 있지만, 어쨌든 벨기에 법무부는 마르크스가 그런 반란모의를 했다고 기소, 체포하려 했다. 마르크스는 프랑스에 공화국이 들어섰으니 이제 안전하리라 생각하고 프랑스로 도망갔다.

### 1848년–1849년: 쾰른 일시귀국
마르크스는 파리에 잠시 머무르면서 공산주의자동맹 본부를 파리로 옮기고 파리에 살던 독일인 사회주의자들을 규합해 독일노동자동호회를 설립했다. 혁명이 독일에까지 번지기를 기대하며 마르크스는 1848년 쾰른으로 갔고, 〈독일에서의 공산당의 요구〉라는 찌라시를 돌리고 다녔다. 여기서 마르크스는 《공산당 선언》의 열 가지 요지 중 네 가지만 발췌, 재인용하여 혁명을 선동했다. 독일에서 프롤레타리아가 부르주아를 전복시키고 혁명을 일으키려면, 우선 독일 부르주아들이 봉건군주제와 귀족제를 전복시키는 시민혁명이 선행되어야 한다고 생각했기 때문이다. 동년 6월 1일, 마르크스는 아버지의 유산을 털어 《신라인신문》을 발행하기 시작했다. 마르크스는 이 신문을 통해 유럽 전역의 사건들에 대한 자신의 해석을 내놓았다. 마르크스는 주필이자 대기자로서 신문에 지배적인 영향력을 가졌다. 공산주의자동맹의 다른 맹원들도 기고를 하기는 했지만, 엥겔스의 회고에 따르면 《신라인신문》은 그야말로 마르크스 독재였다.
마르크스 등 혁명가들은 경찰에 정기적으로 괴롭힘을 당했고, 마르크스는 여러 번 기소되었다. 마르크스가 기소된 혐의는 검사장 모욕죄, 언론지상 경범죄, 조세거부 및 무장반란 선동죄 등이었는데, 모두 무혐의로 풀려났다. 한편, 혁명으로 수립되었던 프로이센의 민주주의 의회가 붕괴하고, 국왕 프리드리히 빌헬름 4세는 새 내각을 반동주의자들로 채워 반혁명 정책을 실시했다. 좌익을 비롯해 혁명분자들은 프로이센에서 숙청되었다. 마르크스도 예외가 아니었고, 《신라인신문》은 폐간, 마르크스는 5월 16일 추방령을 받는다. 마르크스는 파리로 돌아왔다. 하지만 파리는 반혁명이 기승을 부리고 콜레라가 창궐하고 있었다. 프랑스 당국은 마르크스를 정치적 위협으로 간주하고 추방했다. 아내 예니가 곧 넷째 아이를 낳을 판이었는데, 독일도, 벨기에도, 프랑스도 머무를 수 없게 된 마르크스는 마침내 1849년 8월 런던 망명을 선택했다.

### 1850년–1860년: 런던 망명기
마르크스는 1849년 6월 초 런던에 도착했고, 이후 런던을 거점으로 삼아 여생을 보냈다. 공산주의자동맹 본부 역시 런던으로 이동했다. 하지만 1849년에서 1850년으로 넘어가는 겨울에 공산주의자동맹 지도부에 분열이 일어났다. 아우구스트 빌리히와 카를 샤퍼가 이끄는 파벌은 공산주의자동맹이 지금 봉기하면 전체 노동계급이 전 유럽에서 "동시적으로" 들고일어나 합류할 것이며 전유럽 혁명이 가능할 것이라고 생각하고 즉각적 봉기를 선동했다. 마르크스와 엥겔스는 그런 무계획적 봉기는 '모험주의적'이며 공산주의자동맹의 자살이 될 것이라고 거부했다. 샤퍼나 빌리히 등이 주장한 봉기들은 유럽의 반동 정부들의 군경에 쉽사리 분쇄될 것이었다. 마르크스는 그것이 공산주의자동맹의 파멸이 될 것이라는 입장을 고수했고, 사회변혁은 하룻밤 사이에 한 줌 인간들의 의지로 이루어낼 수 있는 것이 아니라고 주장했다. 대신 마르크스와 엥겔스는 사회의 경제상황에 대한 과학적 분석에 매진했다. 1848년 유럽을 휩쓴 봉기들이 분쇄당한 현재(1850년경)의 사회발전단계로 미루어 볼 때, 마르크스는 노동계급이 진보적 부르주아들과 합작하여 봉건귀족제를 우선 타파하도록 공산주의자동맹이 설득해야 한다고 생각했다. 즉 정부개혁, 입헌공화국, 자유선거, 보통(남성)선거를 요구하는 부르주아 민주화 운동에 노동계급이 참여해야 하며, 노동계급 의제와 노동계급 혁명을 주장하는 것은 그 부르주아 혁명이 성공적 결과를 거둔 뒤가 되어야 한다는 것이다.
공산주의자동맹은 내홍을 겪은 끝에 마르크스의 입장이 승리하고, 빌리히와 샤퍼 등은 탈당했다. 한편 마르크스는 독일노동자교육결사에 깊이 관여했는데, 이 결사는 런던 도심 유흥가인 소호 그레이트윈드밀가에서 회합을 가졌다. 이 단체 역시 마르크스를 따르는 무리와 샤퍼, 빌리히를 따르는 무리로 분열되었다. 하지만 마르크스는 여기서는 샤퍼, 빌리히 파벌에게 패배했고, 1850년 9월 17일 단체에서 탈퇴했다.
런던 망명기 초기에 마르크스는 오로지 혁명활동에만 골몰했기에 마르크스 가족은 극심한 빈곤을 겪어야 했다. 마르크스는 엥겔스에게 용돈을 받아 연명했고, 엥겔스의 그 돈은 엥겔스의 부유한 자본가 아버지에게서 나온 것이었다. 프로이센에서 마르크스는 자기 신문을 굴리면서 그 지면을 통해 예상 독자인 노동계급과 소통할 수 있었다. 하지만 런던에서 무일푼이 된 마르크스는 자기 신문을 새로 만들 수 없었고, 국제언론으로 관심을 선회한다. 당시 잉글랜드에는 미국, 프로이센, 오스트리아, 남아프리카의 6개 신문이 발행되고 있었다. 마르크스는 1852년부터 1862년까지 《뉴욕 데일리 트리뷴》의 유럽 특파원으로 일했고, 이것이 그동안 주 수입원이 되었다.:17 그 외에도 여러 "부르주아" 언론들에 기사를 써가며 입에 풀칠을 했다. 마르크스는 영어를 몰랐기 때문에 기사를 독일어로 써서 빌헬름 피퍼에게 영어로 번역을 맡겼다. 영어가 유창해지기 전까지 마르크스는 이런 식으로 기자일을 했다.
《뉴욕 데일리 트리뷴》은 1841년 호러스 그릴리가 창간한 신문으로, 진보적 부르주아 언론인, 출판인들이 편집주간으로 포진되어 있었다. 대표적으로 조지 리플리, 찰스 앤더슨 다나 등이 있었다. 신문 주필이었으며 또한 푸리에주의자이자 노예제 폐지론자였던 다나가 마르크스의 주 거래처였다. 《트리뷴》은 마르크스가 대서양 너머의 헨리 찰스 케리와 '숨은 전쟁'을 벌이는 수단이 되어 주었다. 이 신문은 여러모로 노동계급 친화적이었는데, 우선 값이 2 센트로 저렴했다. 또한 발행부수가 50,000 부로 그 회전율이 당대 미국에서 최대 수준이었다.:14 편집주간들은 진보적이었고, 창업주 그릴리 본인부터 노예제 폐지론자로 그 관점이 신문 논조에 반영되었다.:82 마르크스가 이 신문에 송고한 첫 기사는 영국 의회선거에 관한 것이었으며, 1852년 8월 21일 게재되었다.
1857년 3월 21일, 다나는 마르크스에게 불경기 때문에 매주 기사 한 부치 고료만 주게 되었다고 통보했다. 다른 특파원들은 기사가 지면에 실려야 고료를 받았지만 마르크스는 기사가 실리지 않아도 매주 한 부치의 고료는 받았다. 마르크스는 매주 화요일과 금요일에 기사를 송고했다. 10월이 되자 《트리뷴》은 재정 악화가 더 심해져 마르크스와 다른 한 명을 제외한 모든 유럽 특파원들을 잘랐고, 마르크스도 주 1회 기사로 일감이 줄어들었다. 1860년 9월에서 11월 사이에 마르크스의 기사는 달랑 다섯 번 지면에 게재되었다. 6개월 쉬고, 마르크스는 1861년 9월부터 1862년 3월까지 기사를 썼다. 그 뒤 다나가 마르크스에게 미국 국내 문제로 인해 《트리뷴》에는 더 이상 런던 특파원 자리를 둘 여유가 없다고 편지를 썼다. 1857년 4월, 다나는 마르크스에게 《신미국백과》의 전쟁사 부문 집필을 주선했다. 다나의 친구이자 《트리뷴》 문예주간이었던 조지 리플리의 아이디어였다. 그래서 마르크스와 엥겔스는 이 백과사전에 67개 항목을 기여했다. 그 중 대다수인 51개가 엥겔스가 쓴 것이었지만, 마르크스도 대영박물관을 돌아다니며 다소간의 연구로 도와주었다.
1850년대 말이 되면 미국인들은 유럽 사정에 관심이 시들해졌고, 마르크스의 기사들도 '노예제 위기'나 1861년 미국 내전 발발 같은 미국 국내 문제들을 주로 다루게 된다.
1851년 12월에서 1852년 3월 사이에 마르크스는 프랑스 2월 혁명에 대한 이론연구를 집대성하여 《루이 나폴레옹의 브뤼메르 18일》이라는 제목으로 출간했다. 이 책에서 마르크스는 역사적 유물론, 계급투쟁론, 무산자독재, 부르주아 국가에 대한 무산자의 승리 등 여러 개념을 넘나들었다.
구조주의적 마르크스주의에서는 1850년대에서 1860년대 사이에 "청년 마르크스"의 헤겔주의 관념론과 "장년 마르크스"의 과학적 이념이 철학적으로 단절되는 경계선이 있다고 주장한다. 하지만 모든 학자들이 이 도식에 동의하는 것은 아니다.
마르크스와 엥겔스는 1848년 혁명을 경험하면서 그 경험을 자신들의 경제이론 및 역사진보이론에 반영시켰다. 1848년 혁명이 "실패"로 돌아갔고, 혁명적 추진력이 소진된 것 같은 상황에서 마르크스와 마르크스가 "모험주의자들"이라고 비난한 다른 공산주의자들 사이에 갈등이 불거졌다. 마르크스는 "의지의 힘" 따위로 혁명적 상황을 만들어낼 수 있다고 믿는 것은 망상이며, 경제적 요소야말로 필수적인 필요조건이라고 여겼다. 1852년 미국 불황은 마르크스와 엥겔스에게 혁명활동에 대한 낙관론을 주었다. 물론 이 정도 경제는 아직 자본주의 혁명이 일어나기에는 너무 미숙했다. 미국의 사회불안정은 서부의 빈 땅 개발 바람으로 희석되었다. 더구나 미국에서 일어나는 경제위기가 유럽 대륙의 경제에 혁명적 확산을 일으킬 것이라 생각하기도 힘들었다. 유럽의 각 국가들은 국경선을 경계로 철저한 폐쇄경제를 구축했기 때문이다. 그러던 것이 최초로 변하기 시작한 것은 1857년 공황이었다. 이것은 미국에서 일어난 공황이 유럽에까지 영향을 미친 최초의 "글로벌 경제위기"로서, 그전까지의 경제이론과는 전혀 다른 양상을 보여주었다,
이렇듯 마르크스는 1844년부터 13년간 궁한 생활을 감당하느라 여러 가지 부업을 뛰었고, 경제학 연구는 거의 내팽겨치고 있었다. 하지만 그는 언제나 경제학으로 돌아가기를 희망했다.

### 1860년-1883년: 제1인터내셔널과 《자본론》

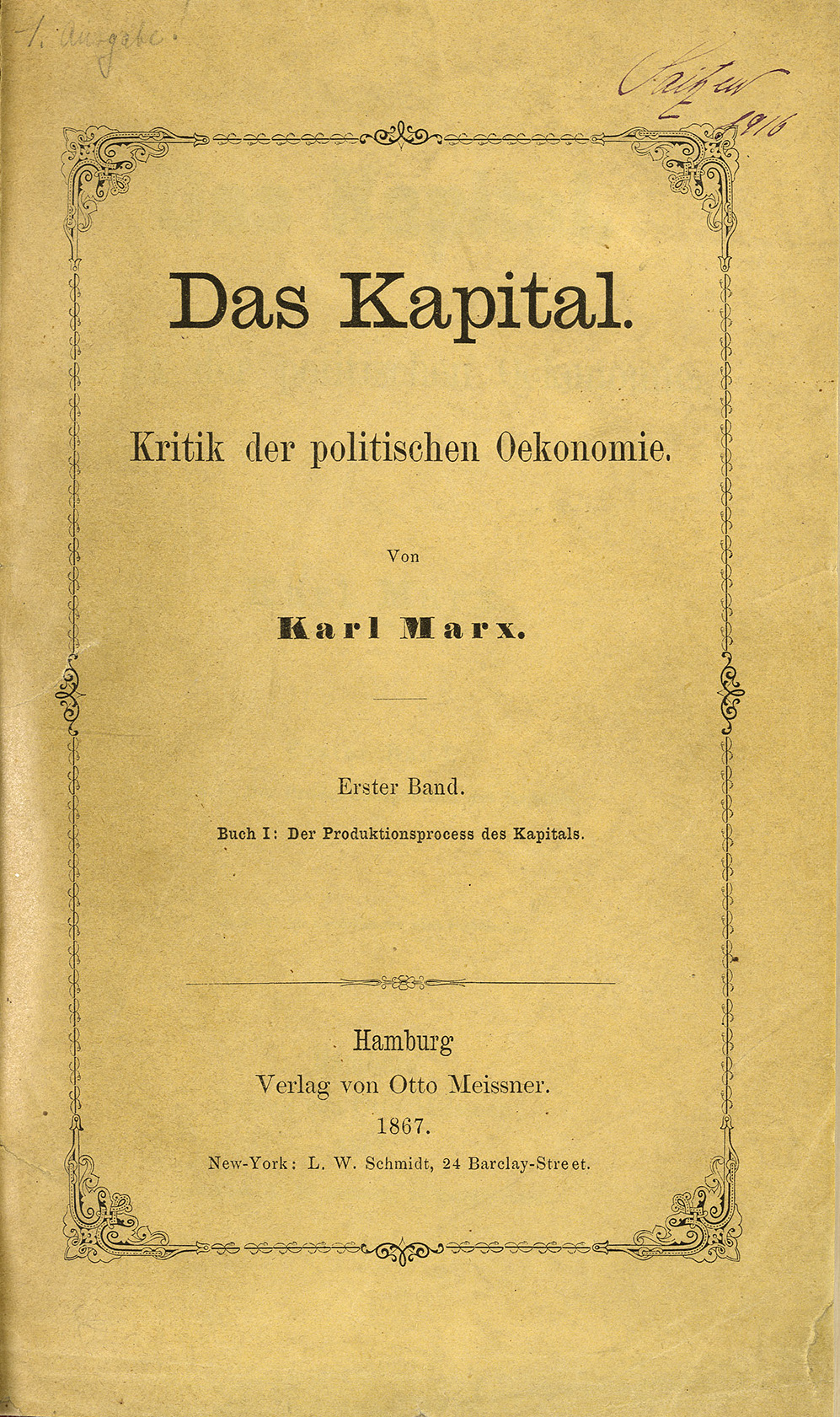
《자본론 제1권》

마르크스는 《트리뷴》이 진보적 논조를 유지하는 이상 계속 기고를 할 생각이었다. 그러나 1861년 말 찰스 다나가 퇴사하고 편집주간이 물갈이되면서 신문의 논조도 변했다. 《트리뷴》은 예전처럼 노예해방과 북부연방의 완전한 승리를 부르짖지 않았다. 남부의 노예제 문제가 해결되지 않은 상황에서 북부연방과 남부맹방 사이의 즉각적인 평화를 지지했다. 마르크스는 이 새 편집방침에 동의하지 않았고, 결국 1863년 《트리뷴》에서 잘리게 된다. 한편 다나는 1868년 《뉴욕 썬》이라는 경쟁지를 창간해 자기가 주필을 맡았다.
1864년, 마르크스는 국제노동자협회, 소위 제1인터내셔널에 참여하여, 초기 총평의회 평의원으로 선출되었다. 여기서 마르크스는 바쿠닌을 중심으로 한 무정부주의자들과 내부 투쟁을 벌였다. 이 투쟁에서 마르크스가 승리했지만, 1872년 총평의회 소재지를 런던에서 뉴욕으로 옮긴 이후(마르크스도 이 이전에 동의했다) 제1인터내셔널은 쇠락하기 시작했다. 제1인터내셔널 존속기간 중 벌어진 가장 중요한 정치사적 사건은 단연 1871년 파리 코뮌이었다. 파리 시민들이 정부에 반기를 들고 두 달 간 도시를 점거했고, 정부군은 이를 유혈 진압했다. 마르크스는 〈프랑스 내전〉을 써서 코뮌측을 옹호했다.
노동자 혁명들과 각종 운동들이 계속 실패하고 좌절하면서 마르크스는 자본주의를 좀더 철저히 이해해야겠다고 생각했다. 그래서 대영박물관 열람실에 틀어박혀 다양한 정치경제학 서적과 경제지표들을 연구하는 데 시간을 쏟았다. 1857년까지 마르크스는 자본, 부동산, 임노동, 국가, 무역, 세계시장에 관한 800 페이지 분량의 원고를 썼다. 다만 이 원고는 1939년 《정치경제학 비판 요강》으로 출간되기 전까지는 미공개로 남아 있었다.
마침내 1859년 마르크스는 《정치경제학 비판을 위하여》를 출간했다. 《정치경제학 비판》은 마르크스의 저서들 중 경제학에만 집중한 첫 저서로서, 훗날 완성될 《자본론》의 예고편 정도의 의도로 쓰여졌다. 《정치경제학 비판》에서 마르크스는 데이비드 리카도의 노동가치설을 수용, 확장했다. 이 책은 상당히 열광적인 반응을 얻었고, 초판이 빠르게 매진되었다.

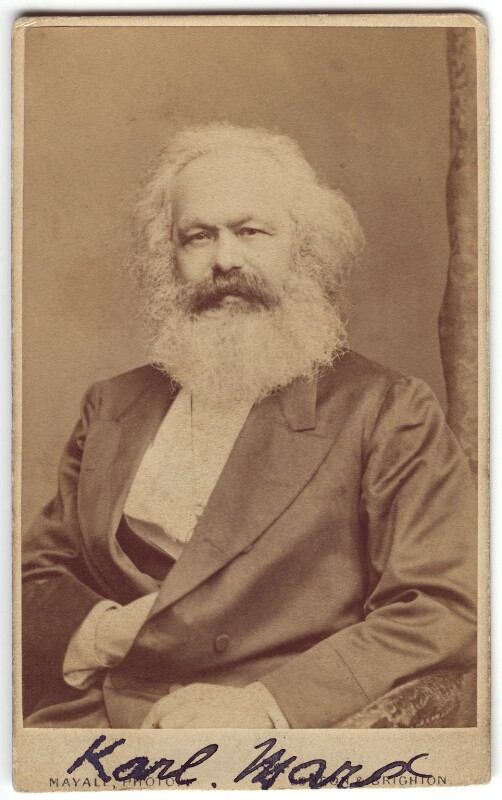
1870년대의 마르크스

《정치경제학 비판》의 상업적 성공에 고무된 마르크스는 1860년대 초부터 자신의 일생을 집대성한 평생의 역작을 쓰기 시작한다. 3권짜리 《자본론》, 그리고 《잉여가치론》이었다. 《잉여가치론》은 애덤 스미스와 데이비드 리카도 등 앞선 정치경제이론가들에 대해 논하는 내용인데, 때론 이것이 《자본론》 제4권으로 여겨지기도 한다. 또한 역사상 최초로 경제사상사를 종합적으로 다룬 논고이기도 했다. 1867년, 《자본론 제1권》이 출간되었다. 그 내용은 자본주의의 생산과정을 분석한 것이었다. 여기서 마르크스는 토머스 호지스킨의 영향을 받은 노동가치설을 정교하게 제시한다. 마르크스는 호지스킨의 《자본의 범죄로부터 보호된 노동》을 극찬하며 그 영향을 받았음을 《자본론》 지상에서 여러 번 인정한다. 호지스킨은 '개인의 노동에 자연스러운 보상'은 없어졌으며, '각 노동자는 전체의 어떤 부분만을 생산할 뿐이고, 각 부분들은 혼자서는 아무런 가치도 쓸모도 없으니, 노동자가 가질 수 있는 것은 아무 것도 없다'고 논했는데, 마르크스는 호지스킨의 이런 주장을 근대 자본주의 생산하에서 노동의 소외를 방증하는 수단으로서 인용했다. 《자본론 제1권》에서 마르크스는 잉여가치와 착취의 개념을 설명하며, 이것이 궁극적으로 이윤율 급락으로 이어져 산업자본주의를 붕괴시킬 것이라고 주장했다. 1871년 가을에 《자본론 제1권》 독일어판 초판은 매진되었으며 바로 2판 인쇄에 들어갔다. 러시아어판 요청에 따라 1872년 3월 27일에는 러시아어판도 3,000 부 출판되었다.
《자본론 제2권》과 《자본론 제3권》은 마르크스가 생전에 완성하지 못했고 원고로만 남았다. 두 권 모두 마르크스 사후 엥겔스가 출간했다. 《자본론 제2권》은 1893년 7월에, 《자본론 제3권》은 1894년 10월에 출간되었다. 《잉여가치론》은 《자본론》의 "제2원고"였던 《1861년-1863년 경제학 원고》에서 파생된 것인데, 《1861년-1863년 경제학 원고》는 《마르크스 엥겔스 선집》 제30책에서 제34책 절반에 해당한다. 《잉여가치론》은 그 중 제30책에서 제32책에 해당한다. 제34책 나머지 절반은 《1863년-1864년 경제학 원고》 파편들로 이루어져 있는데, 이 원고가 《자본론》 "제3원고"로 여겨진다. 이 제3원고는 펭귄북스판 《자본론 제1권》 부록으로도 수록되어 있다. 《잉여가치론》 축약본 독일어판은 1905년과 1910년에 출간되었는데, 1951년 런던에서 이 축약본의 영어 번역판이 출간되었다. 《잉여가치론》의 비축약 완전본은 1963년과 1971년 모스크바에서 《자본론 제4권》으로서 출간되었다.

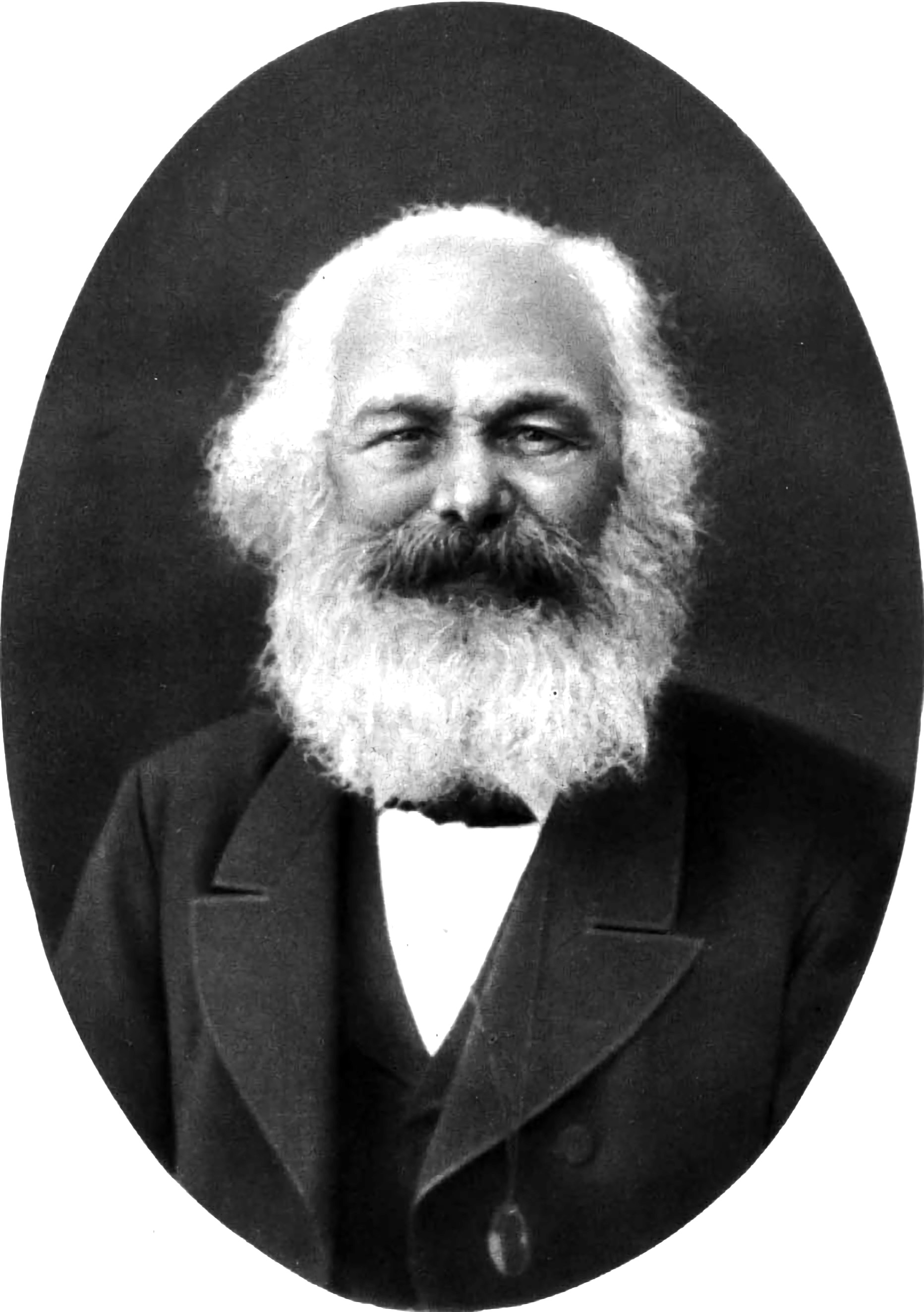
1882년의 마르크스

생애 마지막 10여년간 건강이 악화된 마르크스는 예전에 그랬던 것처럼 저술활동에 몰두할 수 없게 되었다. 마르크스는 당대 정치시사, 특히 독일과 러시아의 상황에 관해 논평하는 정도의 활동만 간간히 했다. 1875년에 쓴 〈고타 강령 비판〉은 빌헬름 리프크네히트와 아우구스트 베벨이 통일 사회주의 정당을 만들고자 페르디난트 라살의 국가사회주의와 합작하려 하는 경향에 반대한 서한이다. 마르크스의 또다른 유명한 말인 '능력 있는 사람으로부터, 필요로 하는 사람에게'도 이 문건에서 등장한다.
1881년 3월 8일 베라 자술리치에게 보낸 편지에서 마르크스는 러시아가 미르 공동체를 기반으로 자본주의 단계를 건너뛰고 바로 공산주의 사회를 건설할 수 있을 가능성을 고려했다. 마르크스는 러시아의 농촌공동체가 러시아의 사회적 부흥의 열쇠가 될 수 있음을 인정하면서도, 그것이 자본주의 단계를 건너뛰고 사회주의 단계로 이행하는 수단으로서 작용할 수 있기 위해서는 그 농촌공동체에게 사방에서 가해지는 해로운 영향들을 먼저 일소해야 할 필요가 있음을 경고했다. 마르크스는 그런 파괴적 영향들을 배제해야 농촌공동체의 '자발적 개발의 정상상태'가 있을 수 있다고 말했다. 같은 편지에서 마르크스는 또한 '자본주의 체제의 핵심에는 …… 생산자와 생산수단의 완전한 격리가 있'음을 지적한다. 이 편지의 초안들 중 하나에서 마르크스는 최근 인류학에 관심이 생기고 있음을 고백하면서, 미래의 공산주의는 태곳적 과거의 공산주의 이상의 높은 경지에 도달할 것이라는 믿음을 이렇게 피력한다. '우리의 시대의 역사적 경향은, 유럽과 미주에서 절정에 달한 자본주의적 생산의 치명적 위기다. 그 위기는 자본주의의 파괴를 야기할 것이며, 그 파괴 이후 근대사회는 그 어떠한 태고의 집단생산, 집단사용보다도 더 우월한 형태로 도래할 것이다.' 또한 마르크스는 '원시공동체의 활력은 셈, 그리스, 로마 등등 어떠한 사회들보다도 비교할 수 없을만큼 컸으며, 근대 자본주의 사회들보다는 더 한층 강력하게 컸다.'고 덧붙였다. 마르크스는 죽기 전에 엥겔스에게 이 생각을 정리해 줄 것을 부탁했고, 1884년 《가족, 사유재산, 국가의 기원》이 출간되었다.

## 개인사

### 가족사

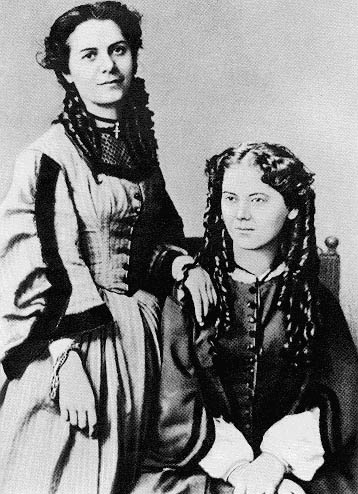
예니 카롤리나 마르크스, 예니 라우라 마르크스 (1869년 사진). 마르크스의 딸들은 모두 어머니의 이름을 따서 예니라는 이름을 받았다.

마르크스 부부는 슬하에 일곱 아이를 두었다. 하지만 런던에서 열악한 생활로 말미암아 장성한 자식은 딸 세 명뿐이다. 마르크스 일곱 아이는 다음과 같다. 예니 "예니헨" 카롤리나(1844년-1883년), 예니 라우라(1845년-1911년), 에트가어(1845년-1855년), 헨리 에드워드 "귀도" 기(1849년-1850년), 예니 에펠리네 "프란치스카" 프란체스(1851년-1852년), 예니 율리아 엘레아노르(1855년-1898년), 그리고 이름도 붙이기 전에 죽은 막내(1857년 7월). 마르크스가 가정부 헬레네 데무트 사이 프리드리히라는 사생아를 낳았다는 주장이 있으나, 이 주장은 1962년부터 나오기 시작한 것이며 마르크스가 그 아이 아버지라고 입증할 만한 물리적 사료적 근거는 확실하지 않다.
마르크스는 셋방을 구할 때 자주 가명을 사용했다. 아마 탄압해오는 당국 추적을 피하기 위해서였을 것이다. 파리에 살 때는 '무슈 랑보'(프랑스어: Monsieur Ramboz)라는 이름을 썼고, 런던에서 편지를 보낼 때는 'A. 윌리엄스'(영어: A. Williams)라고 서명했다. 마르크스 동료들은 그를 '무어인'이라는 별명으로 불렀는데, 안색이 어두운 편이고 머리카락이 곱슬거리는 흑발이었기 때문이다. 한편 자기 아이들에게는 자신을 '닉 할아버지(Old Nick)'나 '찰리(Charley)'라고 부르라고 했다. 자기 주변사람들에게도 별명을 붙여 부르곤 했는데, 엥겔스는 '장군님(General)', 가정부 데무트는 '렌헨(Lenchen)' 또는 '님(Nym)'이라고 불렀다. 장녀 예니헨은 '중국 황제 취취(Qui Qui, Emperor of China)'라고 불렀고, 차녀 라우라는 '카카도우(Kakadou)' 또는 '호텐토트(Hottentot)'라고 불렀다.

### 건강사
마르크스는 건강이 좋지 않았다. 스스로 '비참한 존재'라고 말할 정도였다. 그래서 후대의 많은 사람들이 그의 건강이 어디가 어떻게 안 좋았는지 알아보려 했다. 마르크스 전기작가 베르너 블루멘베르크(Werner Blumenberg)는 마르크스가 1849년에 간과 쓸개에 문제가 생겼으며 그것이 평생 갔고, 불안정한 생활 때문에 악화되었다고 한다. 병이 도질 때마다 두통, 결막염, 두부신경통, 류머티즘통이 수반되었다고 한다. 1877년에는 심각한 신경장애가 생겨서 만성 불면증 환자가 되었고 마취제를 맞아가며 잠들어야 했다. 밤중에 일을 하고 형편없는 식사를 하다 보니 병증은 더욱 가중되었다. 마르크스는 양념을 잔뜩 친 요리, 훈제 생선, 캐비어, 오이 초절임을 좋아했다. 어느것 하나 간부전증 환자에게 좋은 음식이 아니었다. 게다가 포도주와 리큐어를 좋아했고, 담배도 많이 피웠다. 돈이 없어서 저질 시가를 피우니 더욱 몸에 안 좋았다. 1863년부터 마르크스는 종기에 관한 불평을 많이 남기는데, 이것은 간이 안 좋은 환자에게 매우 흔한 증상이며, 아마 간부전증과 원인도 같았을 것이다. 농양이 너무 심해서 마르크스는 앉지도 서지도 못했다. 블루멘베르크에 따르면 마르크스의 고약한 성질머리 역시 간 환자에게서 자주 나타나는 현상이다.
프린스턴 대학교의 역사학자 J. E. 시걸(J.E. Seigel)은 마르크스가 10대 시절에 폐렴이나 흉막염에 걸렸다는 설을 제기했다. 그 후유증으로 프로이센 군대 병역을 면제받았다는 것이다. 《자본론》을 집필하던 시기 마르크스는 건강 삼중고에 시달렸다. 그의 간질환(유전으로 추정)은 과로, 나쁜 식습관, 수면부족으로 악화되었다. 결막염은 밤에 일을 너무 많이 한 탓이었다. 그리고 종기 부스럼은 마르크스의 생활습관(술, 담배, 편식)이 총체적으로 작용한 전반적 체력쇠약 때문이었을 것이다. 엥겔스는 마르크스에게 이런 위험한 생활을 바꿔야 한다고 여러 번 훈계했다. 시걸의 논문에서는 마르크스의 이런 자기파괴적 생활은 부친에게서 주입된 자기중심주의에 대한 가책감이었으리라 지적한다.

### 말년사

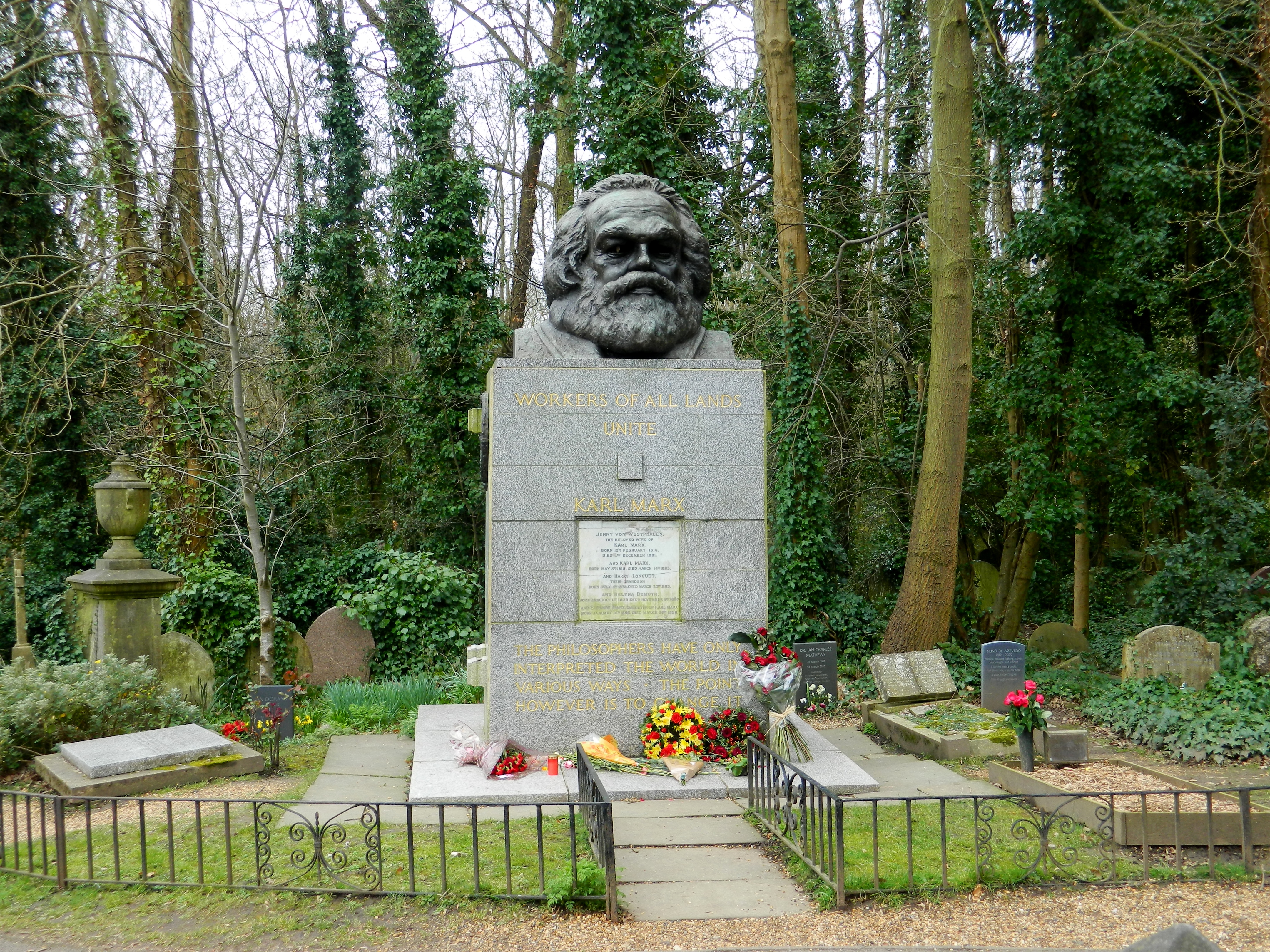
런던 하이게이트 묘지 동편 카를 마르크스 석묘.

1881년 12월 아내 예니가 죽었다. 마르크스는 카타르염에 걸렸고, 이것이 기관지염과 흉막염으로 발달하여 처음 발병한 지 15개월 뒤인 1883년 5월 31일, 향년 63세의 무국적자로 사망했다. 1883년 3월 17일 장례식이 치러졌고, 런던의 가족들과 동료들은 그를 하이게이트 공동묘지(Highgate Cemetery) 동편 불가지론자-무신론자 묘역(조지 엘리엇의 묘가 근처에 있다)에 매장했다. 장례식 참석자는 아홉 명에서 열한 명 사이였다.
빌헬름 리프크네히트, 프리드리히 엥겔스 등 가까운 동료들이 추모사를 읽었다. 엥겔스는 이렇게 말했다. "3월 14일 오후 3시 15분 전, 산 자들 중 가장 위대한 사상가가 사상하기를 그만두었습니다(the greatest living thinker ceased to think)."
마르크스의 두 딸 엘레아노르와 라우라, 그리고 사위인 샤를 롱게와 폴 라파르그도 장례식에 참석했다. 롱게의 아내인 장녀 예니헨 마르크스는 1883년 1월 아버지보다 두 달 먼저 죽었다. 독일 사회주의노동자당 창당위원이었던 리프크네히트는 독일어로 연설을 했고, 프랑스 노동운동가였던 롱게는 프랑스어로 짧게 추모사를 남겼다. 프랑스와 에스파냐의 노동자 정당에서 각기 전보를 보내왔고 그 내용도 낭독되었다. 엥겔스의 연설과 함께 장례식 절차는 이와 같았다. 친지가 아닌 참석자들은 마르크스의 공산주의 운동의 옛 동지들이었다. 1852년 쾰른에서 공산주의자 재판으로 3년 수감되었던 프리드리히 레스너(Friedrich Lessner), 엥겔스에 따르면 '공산주의자 동맹의 고참 맹원'이었던 G. 로흐너(G. Lochner), 그리고 맨체스터의 화학 교수이자 왕립학회 석학회원이며 1848년 바덴 혁명에 참여했던 카를 쇼를레머가 그들이었다. 그 외에 영국 동물학자 레이 란케스터도 참석했다.
엥겔스는 1895년 죽으면서 마르크스의 두 딸에게 상당한 몫의 유산을 떼어 주었다. 그 가치는 2011년 물가로 미화 480만 달러 정도였다.
마르크스 일가는 1954년 11월 지금 자리로 이장되었고, 1956년 3월 14일 카를 마르크스 석묘가 제막되었다. 마르크스 석묘에는 〈공산당 선언〉의 마지막 문장인 '만국의 노동자여, 단결하라!', 그리고 〈포이어바흐 테제〉의 마지막 문장인 '철학자들은 세계를 다양한 방식으로 해석해 오기만 했으나, 진정 중요한 것은 세계를 변혁하는 것이다.'가 새겨져 있다. 마르크스의 원래 무덤은 장식이 소박했으나, 영국 공산당이 새 석묘에 로런스 브래드쇼가 조각한 큼직한 흉상을 올려놓았다.
마르크스주의 역사학자 에릭 홉스봄은 이렇게 말했다. '누구도 마르크스가 실패자로 죽었다 말할 수 없다.' 비록 영국에서는 그의 이론이 큰 성과를 거두지 못했으나, 그의 저작은 이미 그 생전에 독일과 러시아에 거대한 좌익 운동을 형성하기 시작했다. 마르크스가 죽고 불과 25년 뒤, 마르크스의 영향을 인정하는 공산주의 정당들이 유럽 각지에서 15%에서 47%에 이르는 득표를 거두었다.

## 사상

### 받은 영향
마르크스의 사상은 여러 다른 사상가들의 영향을 받았는데, 대표적으로 다음과 같다.
- 리쿠르고스의 강제적 자원(토지)재분배 및 전시민 평등사상
- 헤겔의 철학[199]
- 스미스와 리카도의 고전정치경제학[200] 및 시스몽디의 자유방임경제 비판과 무산자의 불안정 상황 분석[201]
- 프랑스 사회주의,[200] 특히 루소, 생시몽, 프루동, 푸리에[202][203]의 사상
- 청년 헤겔학파로 대표되는 초기 독일 유물론, 특히 포이어바흐와 바우어.[68] 그리고 디드로, 엘베시위스, 돌바크 등 프랑스 유물론
- 엥겔스의 노동계급 분석[64] 및 기조, 티에리 등 프랑스 자유주의자, 생시몽주의자들의 초기 계급묘사
- 본인의 유대인 배경 역시 그의 도덕적 견해와[204] 유물론 철학 형성에 기여했다.[205]

냐미 마르크스의 역사관을 역사적 유물론이라고 한다(이것을 엥겔스와 플레하노프가 변증법적 유물론으로 수용한 것은 논란이 있다). 이 사관에는 실재와 역사를 변증법적으로 보아야 한다는 헤겔 주장의 영향이 명백하다. 하지만 헤겔은 관념론자로서 관념을 최우선에 놓은 반면, 마르크스는 헤겔변증법을 유물론자의 입장에서 다시 써서 물질이 관념에 우선함을 주장했다. 헤겔은 "정신"이 역사를 추동한다고 했지만, 마르크스는 이것을 인간의 실재를 흐리는 미신적인 것으로 간주하고, 인간의 물리적 행동이야말로 세상을 빚어나가는 힘이라고 보았다. 마르크스는 헤겔주의가 실재의 운동을 머리에 두고 있으나, 그것은 머리가 아닌 발에 있어야 한다고 쓴 바 있다. 마르크스는 미신적인 것을 싫어했지만, 저술에 있어 고딕물 화법을 여러 번 사용했다. 〈공산당 선언〉 첫 문장인 '하나의 유령이 유럽에 출몰하고 있다. 공산주의라는 유령이. 구유럽의 모든 권력들이 이 유령을 구마하기 위해 신성동맹을 맺었다'가 그 대표적인 예다. 《자본론》에서도 자본이란 '노동의 생산물을 에워싸는 강령술'이니, '흡혈귀'니 하는 표현들을 사용했다.
프랑스 사회주의자들의 영향을 크게 받았지만, 마르크스는 그들의 공상적 사회주의를 비판했다. 마르크스는 공상적 사회주의가 선호하는 소규모 사회주의 공동체는 주변부로 밀려나 빈곤을 벗어나지 못할 것이며, 거대 규모의 경제체제 변혁이야말로 진정한 변혁을 이루어낼 수 있다고 판단했다.
헤겔주의와 함께 마르크스의 역사관에 큰 영향을 준 것은 엥겔스의 《잉글랜드 노동계급의 상황》이다. 이를 통해 마르크스는 계급투쟁을 역사를 바꾸는 변증법으로 구상했고, 근대 노동계급이 혁명과 진보의 힘이라고 지목했다. 또한 프리드리히 빌헬름 슐츠가 사회운동이란 '생산력과 생산양식의 모순으로부터 흘러나온다'고 한 것 역시 여기에 영향을 주었다.
마르크스는 역사와 사회를 과학적으로 연구하여, 역사의 경향과 사회갈등의 결과를 포착할 수 있다고 생각했다. 그래서 마르크스 추종자들 중 일부는 공산주의 혁명은 가만히 있어도 필연적으로 일어나게 될 것이라는 결론을 내리게 되었다. 하지만 마르크스의 묘비에도 새겨진 〈포이어바흐 테제〉 제11명제에서 드러나는 마르크스의 생각은 '진정 중요한 것은 세계를 변혁하는 것'이라는 것이다. 실제로 마르크스는 세계를 직접 변혁시키고자 노력하는 데 평생을 바쳤다.

### 철학
마르크스는 다른 사상가들과 적극적으로 격론을 벌였고, '사회과학에서 비판방법론을 제대로 사용한 첫 번째 인물'로 평가된다. 그는 형이상학을 이념과 동일시하면서 사변적 철학들을 공격했다. 이 접근법을 통해 마르크스는 중대한 발견들을 이념적 편향으로부터 분리하려 시도했다. 그렇기 때문에 마르크스는 많은 동시대의 철학자들과 매우 구분되는 존재다.
드 토크빌 자작이 관료제적 폭정은 서로 구분할 수 없다고 했듯이, 마르크스도 단일 폭군의 폭정의 성격을 논한 몽테스키외 같은 고전사상가들과 단절하고 대신 '자본의 폭정'을 분석하려 했다. 근본적으로 마르크스는 인간의 역사란 인간본성의 변화와 맞물려 있으며, 그 변화는 인간 주체와 물적 객체를 포괄하는 것이다. 인간은 실제의 자신 그리고 잠정적인 자신을 소유하고 있음을 인식한다. 마르스크와 헤겔은 모두 인간의 자기계발은 이 인식에서 비롯되는 내부적 소외경험으로부터 시작된다고 보았다. 실제의 자신을 주체(subjective agent)로서 인식함에 따라 그 잠재적 상대자들은 이해의 대상인 객체(objective agent)가 된다. 마르크스는 여기서 더 나아가, 본성을 원하는 대로 주형함으로써 주체는 객체를 자신의 것으로 삼고, 그리하여 비로소 개인은 완전한 인간으로 현실화된다고 주장했다. 마르크스가 보기에 인간의 본성은 인간의 노동의 함수로서 존재하는 유적존재(독일어: Gattungswesen 가퉁스베젠[*])이다. 마르크스의 "유의미한 노동" 개념의 근본은 어떤 주체가 소외된 객체를 받아들이기 위해서는 먼저 주체의 세계에 존재하는 물적 객체에게 문자 그대로의 영향을 행사해야 한다는 제언이다. 마르크스는 헤겔이 '객관적 인간이 진짜임을 알 수 있는 것은 그 인간이 행(work)한 바의 결과'임을 이해했다고 인정하면서도, 헤겔주의 자기계발론이 지나치게 '정신적'이고 추상적이라고 선을 긋는다. 그리고 마르크스는 '인간이 본성적 능력을 가진 유형의, 실제의, 지적인, 객관적(objective) 존재라는 사실은, 인간이 그 본성에 자기 인생을 표현하고자 하는 실제적이고 감각적인 목적(object)을 가지고 있음을 의미, 내지는 인간이 자기 인생을 표현할 수 있는 방법은 실제적이고 감각적인 목적을 통하는 것 뿐임을 의미한다'며 헤겔과 단절한다. 그 결과 마르크스는 헤겔의 "행함(work)"을 유물론적인 "노동(labour)"으로 개조시키고, 본성을 변화시킬 수 있는 인간의 능력을 "노동력"이라고 말하게 되는 것이다.

### 사회학
마르크스는 사람과 그 사람의 노동력 사이의 관계에 상당한 관심을 가졌다. 그는 이 주제를 소외의 문제로 상세하게 다루었다. 변증법과 마찬가지로 마르크스는 헤겔주의 소외론에서 시작하여 그것을 유물론적 구상으로 발전시켰다. 자본주의는 상품을 통해 생산의 사회적 관계(노노관계, 노사관계 등)를 조율한다. 이 때 노동 역시 그 상품에 포함되며, 시장에서 사고 파는 대상이 된다. 마르크스가 보기에, 누군가 자신의 노동을 스스로 소유하기를 포기하는 것은 스스로의 본성으로부터 소외되는 것이며 정신적 상실이라 할 수 있는 심각한 일이다. 왜냐하면 상술했듯이 노동력은 그 사람이 세상을 변화시킬 수 있는 능력이기 때문이다. 마르크스는 이 상실을 상품물신성이라는 개념으로 설명한다. 상품을 생산하는 사람들은 자기 스스로 살아 움직이는 것처럼 보이지만, 그들의 삶과 움직임은 사실 상품에 의해 조정된 것일 뿐이다.
상품물신성은 엥겔스가 "허위의식"이라고 부른 것의 한 예라고 할 수 있다. 마르크스와 엥겔스는 사상이란 특정 시대의 특정 계급의 이해를 반영하는 것이나, 당대의 사람들은 그것이 보편영원하다고 생각한다고 논했다. 마르크스와 엥겔스의 요지는 그런 보편영원성에 관한 믿음이 절반의 진실일 뿐 아니라, 중요한 정치적 기능을 한다는 것이다. 생산수단을 장악한 계급은 식량과 제품의 생산만 통제하지 않고, 사상의 생산마저 통제한다. 이것은 피지배계급의 구성원들이 때로 자신의 이해에 반하는 사상을 따르는지 한가지 설명을 제공한다. 마르크스는 종교도 이 분석에 따라 이해했다. 1843년작 〈헤겔 법철학 비판〉 서문에서 마르크스는 다음과 같이 논한다.
| “ | 종교적 비참은 현실적 비참의 표현이자 현실적 비참에 대한 항의이다. 종교는 곤궁한 피조물의 한숨이며, 무정한 세계의 감정이고, 또 정신 없는 상태의 정신이다. 종교는 인민의 아편이다. 인민의 환상적 행복인 종교의 지양은 인민의 현실적 행복의 요구이다. 그들의 상태에 대한 환상을 포기하라는 요구는 그 환상을 필요로 하는 상태를 포기하라는 요구이다. | ” |

트리어의 프리드리히 빌헬름 김나지움 졸업논문에서 마르크스는 종교의 최우선 사회적 목적은 연대를 증진하는 것이라 했는데, 여기서 마르크스는 종교의 사회적 기능이 정치적 경제적 현상유지, 즉 불평등의 유지를 강조하고 기여하는 것이라 본 것이다.
마르크스는 아동노동에 대하여 거침없이 비판했다. 그는 제1인터내셔널 개회 연설에서 영국 산업은 '피를 빨아 연명하고 있으며, 심지어 아동의 피"마저 빨고 있으며, 미국 자본은 '자본화된 아이들의 피'로써 재정을 마련한다고 독설을 퍼부었다.

### 경제학
마르크스의 노동사상은 그가 사회의 과거, 현재, 미래를 결정하는 것은 경제적 관계(경제결정론)라고 우선순위를 부여한 것과 관계가 있다. 자본축적이 사회체제를 빚어낸다. 마르크스에게 있어서 사회변혁이란 서로 상충되는 이해관계들간의 갈등에 의한 것이며, 그 충돌은 경제적 힘에 의해 추동되는 것이다. 이것은 소위 갈등이론의 근간이 되는 발상이다. 마르크스의 역사진화론에 따르면, 인간의 역사가 시작되며 자유롭고 생산적이며 창조적인 과업이 시간이 지남에 따라 강제적이고 탈인간적인 것으로 바뀌었으며, 자본주의 체제는 그 경향의 첨단이다. 마르크스는 이것이 의도적인 과정이 아니며, 개인이나 심지어 국가조차 이 경제의 힘에 거스를 수 없다고 강조했다.
사회의 조직은 생산수단에 의존적이다. 생산수단이란 물질적 재화를 생산하기 위한 필요조건들 중 인간의 노동을 제외한 모든 것들, 즉 토지, 천연자원, 과학기술 같은 것들이다. 생산관계란 인간들이 이 생산수단을 취득하고 사용함으로써 형성되는 사회적 관계다. 이 두 가지가 조합됨으로써 생산양식이 정의되며, 마르크스는 이 생산양식의 변천에 따라 역사시대를 구분한다. 마르크스는 토대와 상부구조를 구분하는데, 토대 또는 하부구조란 경제체제이며 상부구조란 문화정치체제이다. 마르크스는 경제적 토대와 사회적 상부구조의 괴리가 사회의 분열과 갈등의 주원인이라고 진단했다.
마르크스는 자본주의 비판을 강조하고 그것을 대체할 공산주의 사회의 도래를 논했지만, 적어도 자본제 사회가 과거의 사회(노예제 및 봉건제 사회)들보다는 진보된 것임을 인정했다. 마르크스는 윤리학에 관해서는 명징한 언설을 내놓은 적이 없지만, 학자들은 마르크스의 저술들이 도덕과 정의의 개념에 관해서도 논리적 귀결을 내놓고 있다는 데 동의하고 있다.

## 저서
- 역사법학파 철학선언 (1842년) - 학위논문
- 헤겔 법철학 비판 (1843년)
- 유대인 문제에 대하여 (1843년)
- 제임스 밀에 대하여 (1844년)
- 1844년 경제학 철학 초고 (1844년)
- 성가족 (1845년)
- 포이어바흐에 관한 테제 (1845년)
- 독일 이데올로기 (1845년)
- 철학의 빈곤 (1847년)
- 임노동과 자본 (1847년)
- 공산당 선언 (1848년)
- 프랑스 계급투쟁사 1848년-1850년 (1850년)
- 루이 나폴레옹의 브뤼메르 18일 (1852년)
- 정치경제학 비판 요강 (1857년)
- 정치경제학 비판을 위하여 (1859년)
- 미국 내전에 대하여 (1861년)
- 잉여가치론 (1862년)
- 임금, 가격, 이윤 (1865년)
- 자본론 제1권 (1867년)
- 프랑스 내전 (1871년)
- 고타 강령 비판 (1875년)
- 자본론 제2권 (1885년) - 사후 출간
- 자본론 제3권 (1894년) - 사후 출간

## 같이 보기
- 프리드리히 엥겔스
- 블라디미르 레닌
- 이오시프 스탈린
- 공산주의
  - 마르크스주의
    - 마르크스-레닌주의